# Урочище «Хрінники»
Уро́чище «Хрі́нники» — орнітологічний заказник місцевого значення в Україні. Розташований у межах Дубенського району Рівненської области, за 1,3 км на південь від села Хрінники. 
Площа 1,3 га. Статус присвоєно згідно з рішенням Рівненського облвиконкому № 343 від 22.11.1983 року (зі змінами, затвердженими рішенням Рівненського облвиконкому № 98 від 18.06.1991 року). Перебуває у віданні ДП «Млинівський лісгосп» (Дублянське л-во, кв. 53, вид. 10). 
Статус присвоєно для збереження колонії сірої чаплі, яка тут має численні гнізда на дубах-велетнях (висота 25—27 м, вік близько 200 років). 
З птахів, окрім чаплі, в урочищі гніздяться шпак звичайний, вільшанка, синиця велика, повзик, вівчарі і жовтобровий, зяблик, сова сіра. На водосховищі, що неподалік, трапляються пірникоза велика, мартин звичайний та жовтоногий, крячки річковий та чорний, пастушок, лиска, курочка водяна, а також чепура велика, крижень, чирянка велика, широконіска, попелюх, які особливо чисельні міграційний період. 
Територія заказника рівнинна. Це ділянка старого дубово-грабового лісу, де перший розріджений ярус утворює дуб звичайний. Крім дуба тут трапляються берест та граб. Усі ці деревні породи ростуть у вологій грабовій діброві із запасом деревостану 130 м³/га. У деревостані найстаріше дерево дуба звичайного має обхват стовбура 3,5 м. Другий, більш густий ярус деревостану, утворює граб з невеликою домішкою клена гостролистого. Із чагарників відмічені бузина чорна, зімкненість якої становить 0,2, рідше — бруслина бородавчаста. Поодиноко тут зростав аґрус відхилений, єдиний дикорослий вид аґрусу в Україні. Трав'яний ярус розріджений. Його формують типові неморальні види рослин, серед яких підмаренник запашний, медунка темна, копитняк європейський, фіалки дивна та Рейхенбаха, зірочник ланцетовидний, чина весняна, печіночниця звичайна. Поодиноко відмічені воронець колосистий, костриця велетенська та осока лісова. Є тут три види папоротей — безщитник жіночий, щитник чоловічий та щитник шартський. На освітлених ділянках ростуть суниці лісові. Зрідка відмічене зростання сапрофітної лісової орхідеї — гніздівки звичайної (Червона книга України). 

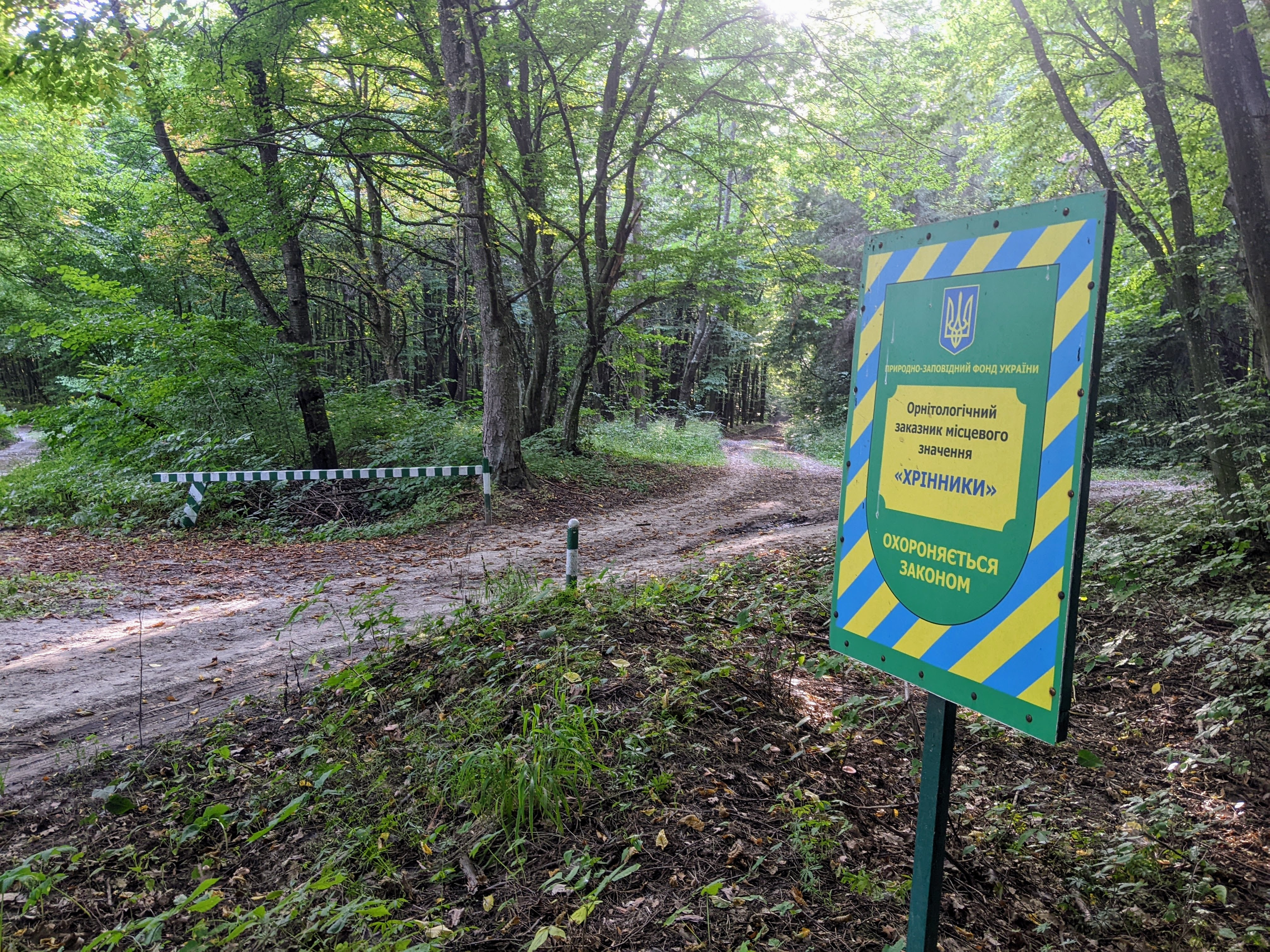
При в'їзді в урочище Хрінники

Поруч з заказником Урочище «Хрінники» розташована ботанічна пам'ятка природи — «Дуб-велетень».